# ホテルトヨタキャッスル
ホテルトヨタキャッスルは、ナゴヤキャッスルのグループ企業である株式会社ホテル豊田キヤツスル（ホテルとよたキャッスル）が愛知県豊田市喜多町二丁目160番地で運営するシティホテルである。

## 概要
名古屋の名門ホテルであるホテルナゴヤキャッスルが、ミッドランドスクエアに象徴されるような毎日新聞グループとトヨタグループの密接な関係を活用して豊田市に開設したシティホテルである。
1981年（昭和56年）4月に国道248号沿いにてホテル豊田キャッスルとして開業。2006年（平成18年）10月15日に移転のため閉鎖。
2006年（平成18年）11月17日、名鉄豊田市駅前に建設された再開発ビル、コモ・スクエアにトヨタ自動車のオフィスともに入居した。この際、ホテル豊田キャッスルから名称を変更した。
2011年（平成23年）6月26日、マスコットキャラクターの「キャッスルくん」を発表した。
1Fには「オールデイダイニング Windsor（ウインザー）」があり、2Fには「鉄板焼 煖（だん）」と「中国料理 桃園（とうえん）」がある。
客室階は8F～12Fである。

## 系列ホテル
- ホテルナゴヤキャッスル（愛知県名古屋市西区名古屋城隣接）
- キャッスルプラザ（愛知県名古屋市中村区・名古屋駅前）